# Les Sablons (metrostation)
Les Sablons is geopend op 29 april 1937 en ligt net buiten de stadskern, in het arrondissement Neuilly-sur-Seine.

## Bezienswaardigheden
- Een uitgang van dit station bevindt zich vlak voor het gebouw van de commerciële Franse televisiezender Métropole Télévision (M6).
- Vanaf dit station is Bois de Boulogne met het attractiepark Le Jardin d'acclimatation gemakkelijk bereikbaar.

La Défense · 
Esplanade de la Défense · 
Pont de Neuilly · 
Les Sablons · 
Porte Maillot · 
Argentine · 
Charles de Gaulle - Étoile · 
George V · 
Franklin D. Roosevelt · 
Champs Élysées - Clemenceau · 
Concorde · 
Tuileries · 
Palais Royal - Musée du Louvre · 
Louvre - Rivoli · 
Châtelet · 
Hôtel de Ville · 
Saint-Paul · 
Bastille · 
Gare de Lyon · 
Reuilly - Diderot · 
Nation · 
Porte de Vincennes · 
Saint-Mandé · 
Bérault · 
Château de Vincennes